# Actumnus intermedius
Actumnus intermedius is een krabbensoort uit de familie van de Pilumnidae. De wetenschappelijke naam van de soort is voor het eerst geldig gepubliceerd in 1922 door Balss.